# Survivor: Острова Кука
Survivor: Острова Кука — 13-й сезон американского реалити-шоу Survivor. Премьера состоялась 14 сентября 2006 года. Финальная двухчасовая серия прошла 17 декабря 2006 года.
В начале проекта участники были разделены на 4 племя по этнической принадлежности: афроамериканцы, латиноамериканцы, белые американцы, азиаты. Такое разделение на племена вызвало серьёзное противоречие среди круга зрителей. Также племена были поделены по возрасту и половому признаку. Название племен: Раротонга («Раро») — белые американцы, Манихики («Хики») — афроамериканцы, Аитутаки («Аиту») — латиноамериканцы, Пука Пука («Пука») — азиаты. Племена получили своё название из 4 островов Островов Кука, на котором проживало каждое племя. В третьем эпизоде племени были перемешаны и разделены на 2 племя — Раротонга и Аитутаки. Когда осталось 9 человек, племена объединились. Объединённое племя было названо — Аитутонга.
В этом сезоне, как и в Survivor: Таиланд, было предложено участникам перейти в другое племя. Если в Survivor: Таиланд участники отказались от такой возможности, то в этом сезоне сразу два участника племени Аитутаки решили перейти в противоположное племя.
В 9-м эпизоде, во время конкурса за иммунитет, ведущий сообщил, что проигравшее племя получит бутылку с примечанием. Это примечание должны были прочесть участники, после того как их следующий соплеменник покинет проект. В примечании говорилось, что сегодня ещё один человек должен покинуть игру, и племя голосовало за один совет племени 2 раза.
В этом сезоне, как и в Survivor: Панама, был остров изгнания, на котором был спрятан скрытый иммунитет неприкосновенности. В этом сезоне скрытый иммунитет неприкосновенности нашёл Юл Куон, но он не использовал его в течение сезона.
В этом сезоне впервые было три финалиста и девять членов жюри, которые решали, кто достоин звания «Sole Survivor» и победы в этом сезоне.
В конце сезона победил Юл Куон со счетом 5-4-0. Ближайшим его соперником, которому не хватило одного голоса, стал Оскар «Оззи» Ласта. Вторым финалистом стала Бекки Ли.
Джонатан Пеннер, Оскар «Озза» Ласта и Парвати Шэллоу были приглашены в качестве кумиров в 16-й сезон в племя Малакал (кумиры). Джонатан Пеннер занял 15-е место, Оскар «Оззи» Ласта занял 9-е место, а Парвати Шэллоу заняла 1-е место и стала победителем.
Парвати Шэллоу и Кэндис Вудкок были приглашены в 20-й сезон — Survivor: Герои против злодеев. Парвати Шэуллоу была в племени Злодеев, Кэндис Вудкок была в племени Героев. Кэндис покинула игру на 31-й день и заняла 8-е место. Парвати дошла до финала и заняла 2-е место, уступив победу Сандре Диаз-Твайн.
Оскар «Оззи» Луст был приглашен в 23-й сезон — Survivor: Южный Тихий океан, где он занял 4-е место.
Джонатан Пеннер был приглашен в 25-й сезон — Survivor: Филиппины, где он занял 7-е место.